# Longipteryx
Longipteryx (лат.) — род энанциорнисовых птиц, живших во времена раннемеловой эпохи (аптский век). Включает единственный вид — Longipteryx chaoyangensis. Остатки найдены в формации Цзюфотан (Jiufotang), недалеко от города Чаоян в провинции Ляонин (Китай). На сегодняшний день известны: голотип IVPP. V 12325 — отлично сохранившийся почти полный скелет, ещё один целый скелет IPPV V 12552, а также некоторые отдельные кости.
Родовое название Longipteryx означает «длиннокрылая птица», от лат. longus — «длинный», с добавлением греч. pteryx/πτέρυξ — «крыло». Видовое название chaoyangensis дано по названию города Чаоян, где были найдены ископаемые остатки.

## Описание
Длина тела Longipteryx chaoyangensis, за исключением хвоста, составляла 15 сантиметров. Клюв птицы был длинным — больше, чем остальная часть головы,  с несколькими зубами на кончике. Крылья, как следует из названия, были пропорционально длинными и сильными. Несмотря на то, что крылья имели такую примитивную черту, как два длинных когтистых пальца и один короткий, в целом летательный аппарат L. chaoyangensis был довольно развит и, в отличие от такового у большинства других птиц той эпохи, обладал крючковидными отростками рёбер, которые усиливали грудную клетку. Пальцы ног и когти были довольно длинными и сильными, а сами ноги — короткими. Плечевая кость была в 1,56 раза больше кости бедра, что указывает у L. chaoyangensis на выдающуюся приспособленность к полёту в ущерб наземной локомоции.
Голотип содержит много отпечатков перьев, хотя и плохо сохранившихся. Маховые перья, похоже, не сохранились; присутствуют только кроющие перья и пух. В голотипе также отсутствуют конец хвоста и рулевые перья, а поскольку некоторые скелеты сохранили пигостиль, остались только ореолы коротких перьев. В то время, как родственный Shanweiniao и некоторые другие энанциорнисовые сохранили два, четыре или восемь длинных перьев на хвосте, отсутствие таких перьев в любом известном экземпляре L. chaoyangensis, вероятно, указывает на то, что они отсутствовали у этого рода вовсе.
Вероятно, L. chaoyangensis охотился, ныряя за рыбой, ракообразными и другими водными животными соответствующего размера. Скорее всего, он занимал ту же экологическую нишу, что и современный зимородок.

## Систематика
Систематика рода до конца не устоялась. Некоторые учёные включают его в подкласс энанциорнисовых incertae sedis или в надотряд Euenantiornithes; он может занимать базальную позицию по отношению к энанциорнисовым или находиться внутри этой группы, подобно загадочному Protopteryx. Его плезиоморфии обширны, что вполне объясняется древностью таксона, а аутапоморфии кажутся вполне современными, особенно в сравнении с ранними энанциорнисовыми птицами.
Для Longipteryx были предложены собственные отряд (Longipterygiformes) и семейство (Longipterygidae). Учитывая, что ни точные родственные отношения, ни какие-либо близкие родственники L. chaoyangensis в настоящее время не известны, мало что можно сказать о его филогенетической позиции. С другой стороны, Longirostravis hani, описанный через несколько лет после L. chaoyangensis, по-видимому, филогенетически ближе к данному таксону, чем другие мезозойские птицы, и вместе они могут составлять группу ранних специализированных Euenantiornithes. Если это так, эти два таксона вполне могут сформировать отряд, и в этом случае Longirostravisiformes и Longirostravisidae станут младшими синонимами Longipterygiformes и Longipterygidae соответственно.